# ایلمینگتون
ایلمینگتون (به انگلیسی: Ilmington) یک روستا و محله مدنی در بریتانیا است که در Stratford-on-Avon واقع شده‌است. ایلمینگتون ۷۱۲ نفر جمعیت دارد.